# Vent du sud
Pour le roman de Norman Douglas, voir Vent du Sud.
Pour plus de détails, voir Fiche technique et Distribution.
Vent du sud (Vento del Sud) est un film italien réalisé par Enzo Provenzale, sorti en 1960.

## Fiche technique
- Titre original : Vento del Sud
- Titre français : Vent du sud
- Réalisation : Enzo Provenzale
- Scénario : Enzo Provenzale, Giuseppe Mangione, Elio Petri et Armando Crispino
- Photographie : Gianni Di Venanzo
- Montage : Ruggero Mastroianni
- Musique : Gino Marinuzzi Jr.
- Pays d'origine : Italie
- Format : Noir et blanc - 1,37:1 - Mono
- Genre : drame
- Date de sortie : 1960

## Distribution
- Renato Salvatori : Antonio Spagara
- Claudia Cardinale : Grazia Macri
- Annibale Ninchi : Marquis Macri
- Laura Adani : Baronessa
- Ivo Garrani : Padrino
- Franco Volpi : Guido Lo Gozzo
- Aldo Bufi Landi : Picciotto
- Rossella Falk : Deodata Macri